# Oorlogsherdenkingsmunt voor de Jaren 1808-1815
De Oorlogsherdenkingsmunt voor de Jaren 1808-1815, (Duits: Kriegsdenkmünze für 1808-1815) werd pas op 30 april 1841 door groothertog Paul Frederik van Mecklenburg-Schwerin ingesteld. De munt, de onderscheiding mocht geen "medaille" heten, was bestemd voor de veteranen uit Mecklenburg-Schwerin van de campagnes aan de zijde van de Fransen en in de Duitse bevrijdingsoorlog tegen Napoleon I in 1813.
Al dachten de Duitse en Europese vorsten nog verre van democratisch, sommigen stelden nu voor het eerst medailles in voor de soldaten, in voorgaande campagnes werden alleen de officieren een onderscheiding waardig geacht. Landen als het hertogdom Brunswijk en het Verenigd Koninkrijk decoreerden alle veteranen van de gevechten bij Waterloo en Quatre Bras. In het zeer conservatieve Mecklenburg-Schwerin gebeurde dat pas in 1841 met deze Oorlogsherdenkingsmunt. Pruisen stelde in 1814 een Oorlogsherdenkingsmunt voor het Jaar 1813 in. Nederland stelde pas in 1863 een Zilveren Herdenkingskruis 1813-1815 in.
In 1815 was er al wel een Militaire Medaille van Verdienste voor de Jaren 1813/15, (Duits: Goldene Militär-Verdienstmedaille für 1813/1815) ingesteld. In Mecklenburg-Schwerin zag in het jubileumsjaar 1863 een gesp of Spange het licht. Ook deze gesp, de Zilveren Jubileumsgesp voor het 50-jarig jubileum in 1863, (Duits: Silberner Jubiläumsspange "1813 - 1863") was voor de veteranen van 1813 bestemd. Hun rijen waren toen sterk uitgedund.
In 1879 liet de regering van Mcklenburg-Schwerin opnieuw een Oorlogsherdenkingsmunt slaan. Ditmaal voor de gevechten in 1848/1849.

## Het versiersel
De herdenkingsmunt kreeg de vorm van een ronde bronzen medaille.
Op de voorzijde staat de opdracht "Für treuen Dienst im Kriege" binnen een lauwerkrans. Op de keerzijde staat het gekroonde monogram "FM" met daaronder het jaartal "1814". De ring is aan de munt gesoldeerd en op de zijkant is soms een inscriptie, steeds de naam van de gedecoreerde veteraan, aangebracht.
Men droeg de medaille aan een groen lint met bruin met witte biesen op de linkerborst.